# Шедьяк (парафія, Нью-Брансвік)
Шедьяк (англ. Shediac) — парафія в Канаді, у провінції Нью-Брансвік, у складі графства Вестморленд.

## Населення
За даними перепису 2016 року, парафія нараховувала 4789 осіб, показавши скорочення на 2,6%, порівняно з 2011-м роком. Середня густина населення становила 24,3 осіб/км².
З офіційних мов обидвома одночасно володіли 3 055 жителів, тільки англійською — 1 550, тільки французькою — 185. Усього 65 осіб вважали рідною мовою не одну з офіційних.
Працездатне населення становило 60,6% усього населення, рівень безробіття — 8,3% (10,7% серед чоловіків та 6,1% серед жінок). 85,2% осіб були найманими працівниками, а 14,2% — самозайнятими.
Середній дохід на особу становив $38 987 (медіана $33 104), при цьому для чоловіків — $44 209, а для жінок $33 862 (медіани — $37 776 та $28 336 відповідно).
24,9% мешканців мали закінчену шкільну освіту, не мали закінченої шкільної освіти — 21,3%, 53,9% мали післяшкільну освіту, з яких 28,2% мали диплом бакалавра, або вищий, 35 осіб мали вчений ступінь.
| Статево-вікова структура населення | Статево-вікова структура населення | Статево-вікова структура населення | Статево-вікова структура населення | Статево-вікова структура населення |
| ---------------------------------- | ---------------------------------- | ---------------------------------- | ---------------------------------- | ---------------------------------- |
|                                    |                                    |                                    |                                    |                                    |
| Всього                             | Всього                             | 49,5%50,5%                         |                                    |                                    |
| 0 — 14 років                       | 0 — 14 років                       |                                    | 12,6%                              | 12,6%                              |
| 15 — 64 років                      | 15 — 64 років                      |                                    | 65%                                | 65%                                |
| 65 і більше                        | 65 і більше                        |                                    | 22,4%                              | 22,4%                              |
| 85 і більше                        | 85 і більше                        |                                    | 1,5%                               | 1,5%                               |
| Середній вік (років)               | Середній вік (років)               | 46,2                               | 46,2                               | 46,2                               |
| Медіана (років)                    | Медіана (років)                    | 50,650,0                           | 50,3                               | 50,3                               |
| — чоловіки — жінки                 |                                    |                                    |                                    |                                    |

| Походження мешканців:     | Походження мешканців:     | Походження мешканців: | Походження мешканців: | Походження мешканців: |
| ------------------------- | ------------------------- | --------------------- | --------------------- | --------------------- |
| Походження                |                           |                       | осіб                  | %                     |
| Корінні американці        | Корінні американці        |                       | 270                   | 5.64%                 |
| Інше північноамериканське | Інше північноамериканське |                       | 3 205                 | 66.91%                |
| Європейське               | Європейське               |                       | 2 790                 | 58.25%                |
| британське                | британське                |                       | 1 630                 | 34.03%                |
| французьке                | французьке                |                       | 1 610                 | 33.61%                |
| українське                | українське                |                       | 10                    | 0.21%                 |
| Латинськоамериканське     | Латинськоамериканське     |                       | 10                    | 0.21%                 |
| Карибське                 | Карибське                 |                       | 10                    | 0.21%                 |
| Азійське                  | Азійське                  |                       | 65                    | 1.36%                 |

| Зайнятість населення за галузями (за класифікацією NOC): | Зайнятість населення за галузями (за класифікацією NOC): | Зайнятість населення за галузями (за класифікацією NOC): | Зайнятість населення за галузями (за класифікацією NOC): | Зайнятість населення за галузями (за класифікацією NOC): |
| -------------------------------------------------------- | -------------------------------------------------------- | -------------------------------------------------------- | -------------------------------------------------------- | -------------------------------------------------------- |
|                                                          |                                                          |                                                          |                                                          |                                                          |
| Управління                                               | Управління                                               |                                                          | 10,7%                                                    | 10,7%                                                    |
| Бізнес, фінанси та адміністрування                       | Бізнес, фінанси та адміністрування                       |                                                          | 15,9%                                                    | 15,9%                                                    |
| Природничі та прикладні науки                            | Природничі та прикладні науки                            |                                                          | 5%                                                       | 5%                                                       |
| Охорона здоров'я                                         | Охорона здоров'я                                         |                                                          | 5%                                                       | 5%                                                       |
| Освіта, правозахист, муніципальні та урядові служби      | Освіта, правозахист, муніципальні та урядові служби      |                                                          | 10,1%                                                    | 10,1%                                                    |
| Мистецтво, культура, відпочинок та спорт                 | Мистецтво, культура, відпочинок та спорт                 |                                                          | 2,6%                                                     | 2,6%                                                     |
| Роздрібна торгівля та послуги                            | Роздрібна торгівля та послуги                            |                                                          | 24,6%                                                    | 24,6%                                                    |
| Гуртова торгівля, транспорт та обладнання                | Гуртова торгівля, транспорт та обладнання                |                                                          | 17,5%                                                    | 17,5%                                                    |
| Природні ресурси, сільське господарство                  | Природні ресурси, сільське господарство                  |                                                          | 2%                                                       | 2%                                                       |
| Виробництво                                              | Виробництво                                              |                                                          | 6,7%                                                     | 6,7%                                                     |

## Клімат
Середня річна температура становить 5,4°C, середня максимальна – 22,7°C, а середня мінімальна – -14,3°C. Середня річна кількість опадів – 1 150 мм.
| Клімат поселення                              | Клімат поселення | Клімат поселення | Клімат поселення | Клімат поселення | Клімат поселення | Клімат поселення | Клімат поселення | Клімат поселення | Клімат поселення | Клімат поселення | Клімат поселення | Клімат поселення | Клімат поселення |
| Показник                                      | Січ.             | Лют.             | Бер.             | Квіт.            | Трав.            | Черв.            | Лип.             | Серп.            | Вер.             | Жовт.            | Лист.            | Груд.            |                  |
| Середній максимум, °C                         | −3,09            | −1,9             | 2,90             | 8,88             | 15,54            | 20,54            | 22,74            | 21,94            | 17,36            | 11,60            | 5,90             | −1,2             |                  |
| Середня температура, °C                       | −8,7             | −7,54            | −2,73            | 3,25             | 9,93             | 14,93            | 18,92            | 18,13            | 13,54            | 7,77             | 2,08             | −5,02            |                  |
| Середній мінімум, °C                          | −14,34           | −13,16           | −8,36            | −2,38            | 4,30             | 9,29             | 15,08            | 14,30            | 9,72             | 3,96             | −1,74            | −8,83            |                  |
| Норма опадів, мм                              | 106              | 87               | 97               | 84               | 96               | 98               | 99               | 85               | 87               | 98               | 103              | 110              |                  |
| Середньомісячна швидкість вітру, м/с          | 4.78             | 4.65             | 4.77             | 4.62             | 4.24             | 3.80             | 3.49             | 3.41             | 3.74             | 4.21             | 4.52             | 4.84             |                  |
| Середньомісячна сонячна радіація, кДж/м²·день | 5138             | 8489             | 12280            | 15148            | 18240            | 20327            | 20013            | 17580            | 13202            | 8362             | 4842             | 3842             |                  |
| --------------------------------------------- | ---------------- | ---------------- | ---------------- | ---------------- | ---------------- | ---------------- | ---------------- | ---------------- | ---------------- | ---------------- | ---------------- | ---------------- | ---------------- |
| Джерело:                                      |                  |                  |                  |                  |                  |                  |                  |                  |                  |                  |                  |                  |                  |